# Žalm 106
Žalm 106 („Chválu vzdejte Hospodinu, protože je dobrý“) je biblický žalm. V překladech, které číslují podle Septuaginty, se jedná o 105. žalm. Žalm začíná i končí výzvou Haleluja a byl důležitou součástí chrámové liturgie při lévijském vyznání hříchů.